# Open 13 2015
L'Open 13 2015 è stato un torneo di tennis giocato sul cemento indoor. È stata la 23ª edizione dell'Open 13 facente parte dell'ATP World Tour 250 series nell'ambito dell'ATP World Tour 2015. Si è giocato al Palais des Sports di Marsiglia in Francia, dal 16 al 22 febbraio 2015.

## Partecipanti

### Teste di serie
| Nazionalità | Giocatore             | Ranking* | Testa di serie |
| ----------- | --------------------- | -------- | -------------- |
| Canada      | Milos Raonic          | 6        | 1              |
| Svizzera    | Stan Wawrinka         | 8        | 2              |
| Lettonia    | Ernests Gulbis        | 13       | 3              |
| Spagna      | Roberto Bautista Agut | 16       | 4              |
| Francia     | Gilles Simon          | 19       | 5              |
| Belgio      | David Goffin          | 20       | 6              |
| Francia     | Gaël Monfils          | 21       | 7              |
| Rep. Ceca   | Lukáš Rosol           | 29       | 8              |

* Ranking al 9 febbraio 2014.

### Altri partecipanti
I seguenti giocatori hanno ricevuto una wild-card per il tabellone principale:
- Borna Ćorić
- Gaël Monfils
- Benoît Paire

I seguenti giocatori sono entrati in tabellone passando dalle qualificazioni:

- David Guez
- Daniel Evans
- David Guez
- Alexander Zverev

## Campioni

### Singolare
Gilles Simon ha sconfitto in finale  Gaël Monfils per 6-4, 1-6, 7–6(4).
- È il dodicesimo titolo in carriera per Simon, il primo del 2015.

### Doppio
Marin Draganja /  Henri Kontinen hanno sconfitto in finale  Colin Fleming /  Jonathan Marray per 6-4, 3-6, [10-8].